# Kressetest
Unter Kressetest versteht man ein Verfahren der Bioindikation, bei dem Samen der Gartenkresse (Lepidium sativum) verwendet werden. Die normalerweise rasche Keimfähigkeit dieses Saatgutes lässt sich gut zu einer orientierenden Information über Luftschadstoffe (Immissionen) bzw. Belastungen von Boden- oder Wasserproben nutzen.
Sollen Luftschadstoffe, etwa im Umkreis eines Emittenten, nachgewiesen werden, werden die Kressesamen (zum Beispiel 100 Stück) in geeigneten Gefäßen auf Filterpapier ausgelegt und der Außenluft ausgesetzt, wobei für gleichmäßige Bewässerung zu sorgen ist. Luftschadstoffe lösen sich teilweise im Wasser und beeinträchtigen ggf. die Keimung. Nach festgelegten Zeiträumen (max. 5 Tage) werden Wurzel- und Sprosslängen ausgemessen (sowie ggf. nicht gekeimte Samen gezählt) und mit einer unbelasteten Probe verglichen. Auf ähnliche Weise können Boden- bzw. Wasserproben untersucht werden.